# Vidas de personas notables (1890 - 1924)
Vidas de personas notables fue una serie original de libros biográficos y biográfico-ficcionales publicados por el editor, redactor y filántropo ruso Florentiy Fiodórovich Pavlenkov, en San Petersburgo. La serie original fue publicada entre 1890 y 1907, y las reediciones, hasta 1924.

## Propósitos e historia del proyecto
El propósito de la colección era familiarizar a los lectores con figuras prominentes de tiempos pasados, y en algunos casos, recientes. El nombre Vidas de personas notables recuerda a Vie des hommes illustres o Vidas paralelas, de Plutarco, cuyas amenas biografías tanto había apreciado Pavlenkov en su juventud. Cada libro presentaba un ensayo biográfico de divulgación centrado en los grandes acontecimientos de personalidades relevantes para la historia de la civilización universal. Estas personalidades provenían de diversos ámbitos de la cultura: el arte, la ciencia, la política, la milicia y la religión, entre otros.
El proyecto de Florentiy Fiodórovich Pavlenkov era conformar una biblioteca biográfica orientada a un público masivo. Luego de la muerte del editor en 1900, la serie, que incluía unas 200 biografías, fue concluida por sus ejecutores. El desarrollo del proyecto original se prolongó así hasta 1907, aunque las reediciones de algunas biografías continuaron hasta 1924.

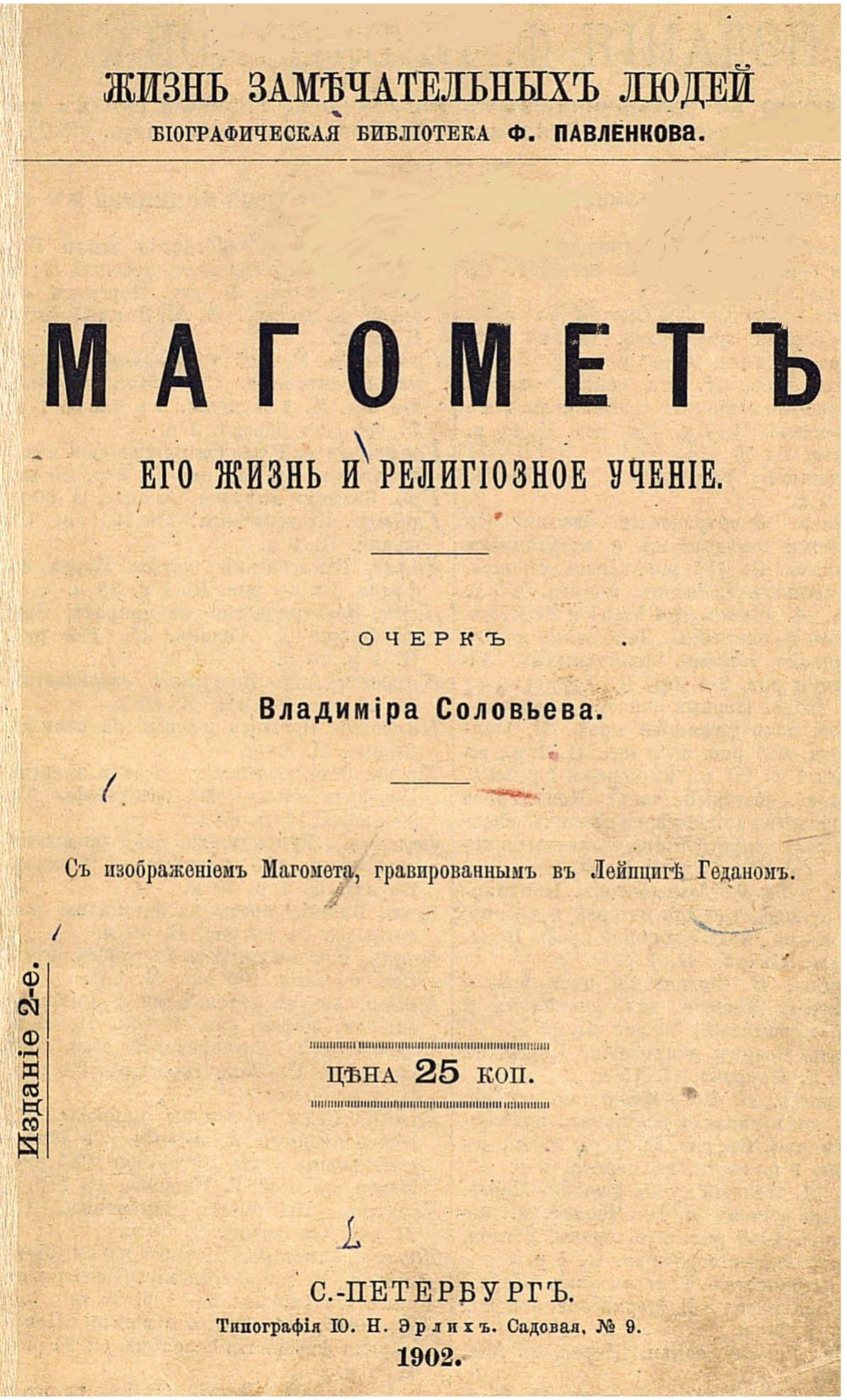
Portada de Mahoma. Su vida y su enseñanza religiosa, de Vladimir Soloviev. 2° edición, 1902. Se indica el precio: 25 kopeks.

Las biografías fueron encargadas a escritores conocidos en aquella época, algunos de ellos columnistas en periódicos, como Evgeny Soloviev y Aleksandr Skabichevsky, y otros escritores profesionales, como Nikolái Minsky o el filósofo Vladímir Soloviev.

## Características de los libros publicados
Las biografías estaban presentadas como ensayos científicos de divulgación, y se caracterizaban por no ser demasiado extensas, ya que pocas superaban las 100 páginas. Los textos se destacaban por la calidad tanto de la composición como de la investigación, documentada en las fuentes consultadas. Los volúmenes incluían una ilustración artística del personaje biografiado. El precio de los libros era accesible hasta para los estudiantes, ya que rondaba los 25 kopeks. Los contenidos abordados en la colección eran amplios, como la nómina de figuras comprendidas en ella. Estas características contribuyeron a que la biblioteca biográfica de Pavlenkov llegara a ser muy popular.
La primera biografía publicada fue la de Ignacio de Loyola. Entre las publicaciones más populares de la serie están las biografías de Nikolái Gógol y de Aleksandr Pushkin. Esta última fue además la última reeditada. La mayoría de los textos de la serie responde a una estructura que era presentada al lector desde el título, conformado por el nombre de la figura biografiada y la referencia a su obra en el campo de la cultura que correspondiera. Son ejemplos de títulos de la colección: Ignacio de Loyola, su vida y su actividad pública [И. Лойола. Его жизнь и общественная деятельность] y Aleksandr Pushkin. Su vida y su obra literaria [А. С. Пушкин. Его жизнь и литературная деятельность].
Los libros de la serie no estaban numerados. Para ordenar los volúmenes cronológicamente se debe considerar la fecha del permiso de la censura imperial.

## Valoración de la obra
El bibliógrafo Nikolái Rubakin elogió la calidad de la biblioteca biográfica de Pavlenkov, y afirmó que esos libros tuvieron un impacto significativo en Nikolái Berdiáyev, Vladímir Vernadski, Iván Bunin y Alekséi Tolstoi, en sus épocas de estudiantes.

## La colección en cifras
En total, la serie original contó con 198 biografías distribuidas en 193 libros. Considerando las reediciones, la colección contabilizó 244 publicaciones.
La tirada total de libros de Vidas de personas notables fue de 1,5 millones de ejemplares.
Gran parte de las tiradas contaron con 8100 ejemplares cada una.

## Lista de publicaciones
Libros de la serie ordenados por año de publicación. Los títulos de los volúmenes y los nombres de los autores están listados como figuran en la portada de los libros.

### Año 1890

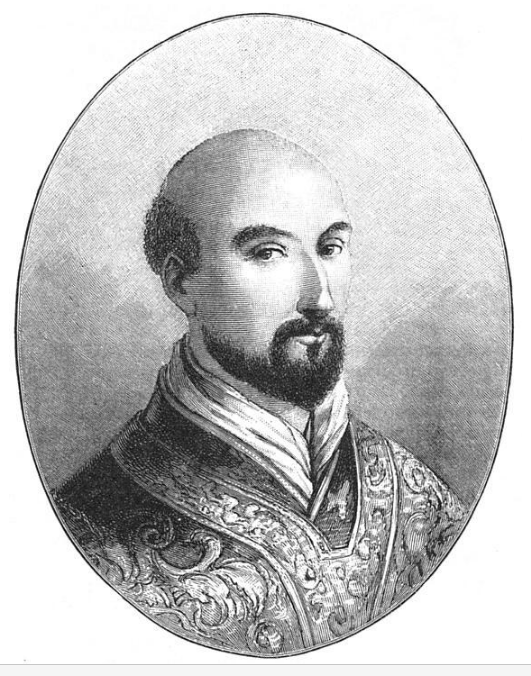
Ilustración de Ignacio de Loyola. Su vida y su actividad pública, de Aleksandr Bykov, 1890.

Bykov, A. A., Ignacio de Loyola. Su vida y su actividad pública.
Paiévskaia, A. N., Víctor Hugo. Su vida y su obra literaria.

### Año 1891
Abrámov, J. V., Henry Morton Stanley. Su vida, viajes y descubrimientos geográficos.
Abrámov, J. V., Cristóbal Colón. Su vida y sus viajes.
Abrámov, J. V., Benjamin Franklin. Su vida y su actividad pública y científica.
Abrámov, J. V., Vasili Karazin, fundador de la Universidad de Járkov. Su vida y su actividad pública.
Aleksándrov, N. N., William Thakeray. Su vida y su obra literaria.

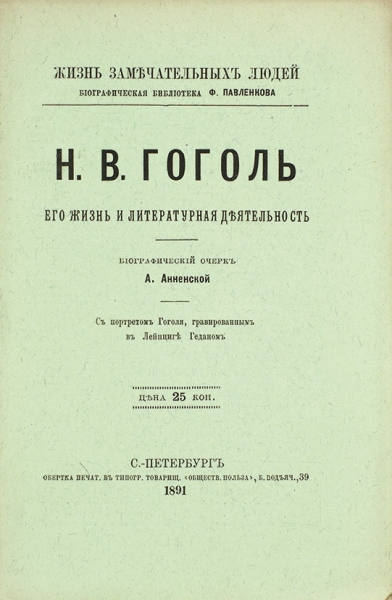
Portada de Nikolái Gogol. Su vida y su obra literaria, de Aleksandra Ánnenskaia, 1891.

Ánnenskaia, A. N., Nikolái Gogol. Su vida y su obra literaria.
Bazunov, S. A., Richard Wagner. Su vida y su obra musical.
Barro, M. V., Jean-Baptista Molière. Su vida y su obra literaria.
Briliant, S. M., Iván Krylov. Su vida y su obra literaria.
Briliant, S. M., Miguel Ángel. Su vida y su obra artística.
Briliant, S. M., Rafael Sanzio. Su vida y su obra pictórica.
Briliant, S. M., Denís Fonvizin. Su vida y su obra literaria.
Bykov, A. A., Patriarca Nikon. (Nikon de Moscú).
Watson, M. V., Dante. Su vida y su obra literaria.
Watson, E. K., Arthur Schopenhauer. Su vida y su obra científica.
Viazíguin, A. S., Gregorio VII. Su vida y su actividad pública.
Davydova, L. K., George Eliot. Su vida y su obra literaria.
Davydova, M. A., Wolfgang Mozart. Su vida y su obra musical.
Kámensky, A. V., Abraham Lincoln, libertador de esclavos en América. Su vida y su actividad social.
Kámensky, A. V., James Watt. Su vida y su obra científica aplicada.
Kámensky, A. V., Edison y Morse. Vida y obra científica aplicada. Dos ensayos biográficos.
Kariaguin, K. M., Confucio. Su vida y su obra filosófica.
Kariaguin, K. M., Shakyamuni (Buda). Su vida y su obra filosófica.
Koropchevskiy, D. A., David Livingstone. Su vida, viajes y descubrimientos geográficos.
Krivenko, S. N., Mijaíl Saltykov-Schedrín. Su vida y su obra literaria.
Litvínova, E. F., D'Alembert. Su vida y su obra científica.
Litvínova, E. F., Francis Bacon. Su vida, obras científicas y actividad social.
Miakótin, V. A., Adam Mickiewicz. Su vida y su obra literaria.
Ogarkov, V. V., Los Demídov, pioneros de la minería en Rusia. Su vida y obra.
Ogarkov, V. V., Alekséi Koltsov. Su vida y su obra literaria.
Paiévskaia, A. N., Walter Scott. Su vida y su obra literaria.
Polner, T. I., David Garrick. Su vida y su actividad escénica.
Porozóvskaia, B. D., Juan Calvino. Su vida y su obra reformadora.
Predtéchensky, E. A., Galileo. Su vida y su obra científica.
Predtéchensky, E. A., Johannes Kepler. Su vida y su obra científica.
Protopópov, M. A., Visarión Belinski. Su vida y su obra literaria.
Sviatlovskiy, V. V., Edward Jenner. Su vida y su obra científica.
Skabichevsky, A. M., Mijaíl Lérmontov. Su vida y su obra literaria.

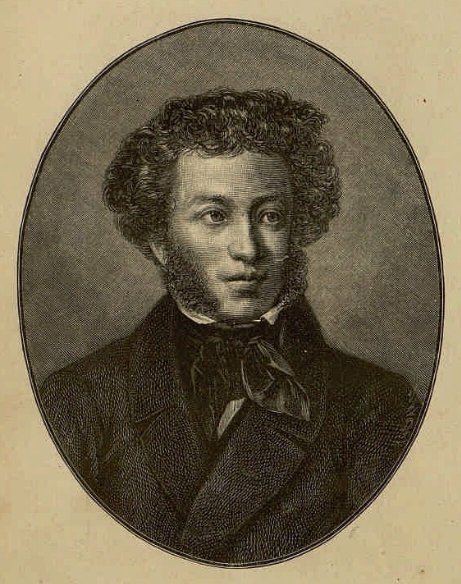
Ilustración de Aleksandr Pushkin. Su vida y su obra literaria, de Aleksandr Skabichevsky, 1891.

Skabichevsky, A. M., Aleksandr Pushkin. Su vida y su obra literaria.
Sliózberg, A. M., John Howard. Su vida y su obra social y filantrópica.
Soloviev, E. A., Hegel. Su vida y su obra filosófica.
Soloviev, E. A., Fiódor Dostoyevski. Su vida y su obra literaria.
Tíjonov, A. A., Giovanni Boccaccio. Su vida y obra literaria.
Tugán Baranovsky, M. I., Pierre-Joseph Proudhon. Su vida y su actividad social.
Fáusek, V. A., Carlos Linneo. Su vida y su obra científica.
Filíppov, M. M., Jan Hus. Su vida y su obra reformadora.
Filíppov, M. M., Lessing. Su vida y su obra literaria.
Filíppov, M. M., Pascal. Su vida y su obra científico-filosófica.
Jolodkovsky, N. A., Wolfgang Goethe. Su vida y su obra literaria.
Tsomakión, A. I., Iván Kramskói. Su vida y su obra pictórica.
Engelhardt, M. A., Alexander von Humboldt. Su vida, viajes y obra científica.
Engelhardt, M. A., Charles Darwin. Su vida y su obra científica.
Engelhardt, M. A., Georges Cuvier. Su vida y su obra científica.
Engelhardt, M. A., Antoine Lavoisier. Su vida y su obra científica.
Engelhardt, M. A., Nikolái Przewalski. Su vida y sus viajes.
Jakovenko, V. I., Thomas Carlyle. Su vida y su obra literaria.
Jakovenko, V. I., Tomás Moro. Su vida y su actividad pública.
Jakovenko, V. I., Jonathan Swift. Su vida y su obra literaria.

### Año 1892
Abrámov, J. V., Michael Faraday. Su vida y su obra científica.
Aleksándrov, N. N., Lord Byron. Su vida y su obra literaria.
Ánnenskaia, A. N., Charles Dickens. Su vida y su obra literaria.
Ánnenskaia, A. N., François Rabelais. Su vida y su obra literaria.
Antonóvsky, Y. M., Giordano Bruno. Su vida y su obra filosófica.
Bazunov, S. A., Mijaíl Glinka. Su vida y su obra musical.
Barro, M. V., Pierre-Jean de Beránger. Su vida y su obra literaria.
Barro, M. V., Pierre-Augustin de Beaumarchais. Su vida y su obra literaria.
Bajtiárov, A. A., Joahnnes Gutenberg. Su vida y su obra en la historia de la imprenta.
Bekétova, M. A., Hans Christian Andersen. Su vida y su obra literaria.
Belogolovy, N. A., Serguéi Botkin. Su vida y su obra en la medicina.
Watson, M. V., Friedrich Schiller. Su vida y su obra literaria.
Weinberg, P. I., Heinrich Heine. Su vida y su obra literaria.
Davydova, L. K., Frédéric Chopin. Su vida y su obra musical.
Davydova, M. A., Giacomo Meyerbeer. Su vida y su obra musical.
Kámensky, A. V., William Gladstone. Su vida y su actividad política.
Kámensky, A. V., Daniel Defoe, autor de Robinson Crusoe. Su vida y su obra literaria.
Litvínova, E. F., Aristóteles. Su vida y su obra filosófico-científica.
Litvínova, E. F., Laplace y Euler. Sus vidas y obras científicas.
Litvínova, E. F., John Locke. Su vida y su obra filosófica.
Livovich-Kostritsa A. I., Mijaíl Lomonósov. Su vida y su obra científica, literaria y pública.
Ogarkov, V. V., Los Vorontsov. Su vida y su actividad pública.
Ogarkov, V. V., Grigori Potemkin. Su vida y su actividad pública.
Porozóvskaia, B D., Ulrico Zuinglio. Su vida y su obra reformadora.
Sementkovsky, R. I., Mijaíl Katkov. Su vida y su obra literaria. [Prohibido por la censura].
Soloviev, E. A., Ósip Senkovsky. Su vida y su obra literaria en la historia del periodismo contemporáneo.
Tugán Baranovsky, M. I., John Stuart Mill. Su vida y su obra científico-literaria.
Úsova S. E., Nikolái Nóvikov. Su vida y su actividad pública.
Filíppov, M. M., Leonardo da Vinci como pintor, científico y filósofo.
Filíppov, M. M., Isaac Newton. Su vida y su obra científica.
Tsomakión, A. I., Giuseppe Garibaldi. Su vida y su actuación en la unificación de Italia.
Engelhardt, M. A., William Harvey. Su vida y su obra científica.
Engelhardt, M. A., Nicolás Copérnico. Su vida y su obra científica.
Yuzhákov, S. N., Mijaíl Speranski. Su vida y su actividad pública.
Yártsev, A. A., Fiódor Vólkov, fundador del Teatro Ruso. Su vida vinculada a la tradición teatral rusa.

### Año 1893
Abrámov, J. V., Pestalozzi. Su vida y su obra pedagógica.
Abrámov, J. V., Stephenson y Fulton, inventores del tren y el barco a vapor. Sus vidas y obra científica aplicada.
Bazunov, S. A., Aleksandr Serov. Su vida y su obra musical.
Barro, M. V., Ferdinand de Lesseps. Su vida y obra.
Barro, M. V., Torquemada, Gran Inquisidor. Su vida y su actividad en la historia de la Inquisición.
Briliant, S. M., Gavrila Derzhavin. Su vida, su obra literaria y su servicio público.
Burinsky, V. F., Daguerre y Niépce. Sus vidas y descubrimientos para el desarrollo de la fotografía.
Watson, E. K., Arthur Schopenhauer. Su vida y su obra científica. 2° edición.
Davídov, I. A., Beethoven. Su vida y su obra musical.
Davydova, M. A., Robert Schumann. Su vida y su obra musical.
Diterijs M. A., Vasili Perov. Su vida y su obra pictórica.
Diterijs M. A., Pável Fedótov. Su vida y su obra pictórica.
Kámensky, A. V., Robert Owen. Su vida y su actividad pública.
Karenin, I. M., Voltaire. Su vida y su obra literaria.
Levenson, P. J., Beccaria y Bentham. Sus vidas y actividad pública.
Litvínova, E. F., Friedrich Georg Wilhelm von Struve (Vasili Struve). Su vida y su obra científica.
Malis J. G., Nikolái Pirogov. Su vida y su obra científica y pública.
Níkonov A. A., Montesquieu. Su vida y su obra literaria y erudita.
Ogarkov, V. V., Catalina Dáshkova. Su vida y su obra pública.
Paiévskaia, A. N., Víctor Hugo. Su vida y su obra literaria. 2° edición.
Peskovsky M. L., Barón Nikolái Korf. Su vida y su obra pública.
Peskovsky M. L., Konstantín Ushinsky. Su vida y su obra pedagógica.
Porozóvskaia, B. D., Ludwig Börne. Su vida y su obra literaria.
Rantsov, V. L., Richelieu. Su vida y su actividad política.
Sabínina M. V., David Hume. Su vida y su obra filosófica.
Sementkovsky, R. I., Georg von Cancrin. Su vida y actividad como estadista.
Sementkovsky, R. I., Antioj Kantemir. Su vida y su obra literaria.
Sivitsky F. E., Iván Nikitin. Su vida y su obra literaria.
Skabichevsky, A. M., Aleksándr Griboyédov. Su vida y su obra literaria.
Soloviev, E. A., Iván el Terrible. Su vida y su obra como estadista.
Soloviev, E. A., Oliver Cromwell. Su vida y su actividad política.
Soloviev, E. A., Dmitri Písarev. Su vida y su obra literaria.
Filíppov M. M., Immanuel Kant. Su vida y su obra filosófica.
Filíppov M. M., Gottfried Liebniz. Su vida y obra: pública, científica y filosófica.
Jolodkovsky N. A., Karl von Baer. Su vida y su obra científica.
Sheller A. K., Savonarola. Su vida y su actividad pública.
Engelhardt, M. A., Georges Cuvier. Su vida y su obra científica. 2° edición.
Engelhardt, M. A., Charles Lyell. Su vida y su obra científica.
Yártsev, A. A., Mijaíl Schepkin. Su vida y su obra escénica. Con el añadido de biografías cortas de:
Pável Mochalov, Vasili Karatiguin, Aleksandr Martínov y Prov Sadovsky.

### Año 1894
Ánnenskaia, A. N., Nikolái Vasílievich Gogol. Su vida y su obra literaria. 2° edición.
Ánnenskaia, A. N., George Sand. Su vida y su obra literaria.
Bazunov, S. A., Johann Sebastian Bach. Su vida y su obra musical.
Bazunov, S. A., Aleksandr Dargomyzhski. Su vida y su obra musical.
Barro, M. V., Ferdinand de Lesseps. Su vida y obra. 2° edición.
Barro, M. V., Thomas Macaulay. Su vida y su obra literaria.
Bezobrazov, P. V., Serguéi Soloviev. Su vida y su obra científico-literaria.
Bykov, A. A., Ignacio de Loyola. Su vida y su actividad pública. 2° edición.
Vasiliev, V., Mirabeau. Su vida y su actividad pública.
Grimm, E. D., Los Sempronios Gracos. Su vida y su actividad pública.
Kalínina, A. N., Rembrandt. Su vida y su obra pictórica.
Litvínova, E. F., Sofía Kovalévskaya, matemática. Su vida y su actividad erudita.
Litvínova, E. F., Nicolas de Condorcet. Su vida y su obra científica y política.
Miakotin V. A., Avvacum Petrov. Su vida y obra.
Ogarkov, V. V., Vasili Zhukovski. Su vida y su obra literaria.
Protopópov, M. A., Visarión Belinski. Su vida y su obra literaria. 2° edición.
Reichesberg, N. M., Adolphe Quetelet. Su vida y su obra científica.
Skabichevsky, A. M., Aleksei Písemski. Su vida y su obra literaria.
Skabichevsky, A. M., Nikolái Dobroliúbov. Su vida y su obra literaria.
Soloviev, E. A., Nikolái Karamzín. Su vida y su obra científico-literaria.
Soloviev, E. A., John Milton. Su vida y su obra literaria.
Soloviev, E. A., Dmitri Písarev. Su vida y su obra literaria. 2° edición.
Soloviev, E. A., Los Rothschild. Su vida y su actividad financiera.
Soloviev, E. A., León Tolstoi. Su vida y su obra literaria.
Soloviev, E. A., Iván Turgenev. Su vida y su obra literaria.
Filíppov M. M., Mijaíl Skóbelev. Su vida y su obra: militar, administrativa y pública.
Tsomakión, A. I., Aleksandr Ivánov. Su vida y su obra pictórica.
Tsomakión, A. I., Cervantes. Su vida y su obra literaria.
Engelhardt, M. A., Charles Darwin. Su vida y su obra científica. 2° edición.
Yuzhákov, S. N., Jean Jacques Rousseau. Su vida y su obra literaria.
Jakovenko, V. I., Auguste Comte. Su vida y su obra filosófica.
Jakovenko, V. I., Adam Smith. Su vida y su obra científica.
Jakovenko, V. I., Bohdán Jmelnitski. Su vida y su actividad pública.
Jakovenko, V. I., Tarás Shevchenko. Su vida y su obra literaria.

### Año 1895
Ánnenskaia, A. N., Honoré de Balzac. Su vida y su obra literaria.
Barro, M. V., Émile Zola. Su vida y su obra literaria.
Vodovózov, N. V., Thomas Malthus. Su vida y su obra científica.
Godlevsky, S. F., Ernest Renan. Su vida y su obra científico-literaria.
Krasnov, P. N., Séneca. Su vida y su obra filosófica.
Litvínova, E. F., Nikolái Lobachevski. Su vida y su obra científica.
Papern G. A., René Descartes. Su vida y su obra científico-filosófica.
Papern G. A., Baruch Spinoza. Su vida y su obra filosófica.
Porozóvskaia, B. D., Aleksandr Ménshikov. Su vida y su actividad como estadista.
Sementkovsky, R. I., Príncipe Bismarck. Su vida y su actividad como estadista.
Smirnov, V. D., Los Aksákov. Serguéi Aksákov, Konstantín Aksávov e Iván Aksákov: Su vida y obra literaria.
Soloviev, E. A., Henry Thomas Buckle. Su vida y su obra científica.
Soloviev, E. A., Iván Goncharov. Su vida y su obra literaria.

### Año 1896
Ivanov, I. I., William Shakespeare. Su vida y su obra literaria.
Klassen, V. J., Ferdinand Lasalle. Su vida, obras científicas y actividad pública.
Krivenko, S. N., Mijaíl Saltykov-Schedrín. Su vida y su obra literaria. 2° edición.
Orlov, E. N., Platón. Su vida y su obra filosófica.
Piménova, E. K., Francisco de Asís. Su vida y su actividad pública.
Sementkovsky, R. I., Denis Diderot. Su vida y su obra literaria.
Soloviev, V. S., Mahoma. Su vida y su enseñanza religiosa.

### Año 1897
Kariaguin, K. M., Confucio. Su vida y su obra filosófica. 2° edición.
Kariaguin, K. M., Shakyamuni (Buda). Su vida y su obra filosófica. 2° edición.
Minsky, N. M., Henrik Ibsen. Su vida y su obra literaria.
Orlov, E. N., Sócrates. Su vida y su obra filosófica.
Predtéchensky, E. A., Galileo. Su vida y su obra científica. 2° edición.
Skabichevsky, A. M., Aleksandr Pushkin. Su vida y su obra literaria. 2° edición.
Soloviev, E. A., León Tolstoi. Su vida y su obra literaria. 2° edición.
Engelhardt, M. A., Louis Pasteur. Su vida y su obra científica.

### Año 1898
Ivanov, I. M., Pedro el Grande. Su vida y su actividad como estadista.
Orlov, E. N., Demóstenes y Cicerón. Vida y obra.
Orlov, E. N., Alejandro de Macedonia y Julio César. Vida y obra militar.
Porozóvskaia, B. D., Martín Lutero. Su vida y obra reformadora.
Soloviev, E. A. (Smirnov V. D.), Aleksandr Herzen. Su vida y su obra literaria.
Soloviev, E. A., Fiódor Dostoyevski. Su vida y su obra literaria. 2° edición.
Chepinsky, V., George Washington. Su vida y su actividad militar y pública.

### Año 1899
Klassen, V. J., Ferdinand Lasalle. Su vida, obras científicas y actividad pública. 2° edición.
Malis J. G., Rudolf Virchow. Su vida y su actividad científica y pública.
Pescovsky, M. L., Aleksandr Suvórov. Su vida y su actividad militar.
Porozóvskaia, B. D., Juan Calvino. Su vida y su obra reformadora. 2° edición.
Skabichevsky, A. M., Aleksandr Pushkin. Su vida y su obra literaria. 3° edición.
Soloviev, E. A., Dmitri Písarev. Su vida y su obra literaria. 3° edición.

### Año 1900
Ivanov, I. I., Aleksándr Ostrovski. Su vida y su obra literaria.
Trachevsky, A. S., Napoleón I. Su vida y su actividad como estadista.
Engelhardt, M. A., Alexander von Humboldt. Su vida, viajes y obra científica. 2° edición.
Kámensky, A. V., Edison y Morse. Vida y obra científica aplicada. Dos ensayos biográficos. 2° edición.

### Año 1901
Briliant, S. M., Iván Krylov. Su vida y su obra literaria. 2° edición.
Skabichevsky, A. M., Nikolái Dobroliúbov. Su vida y su obra literaria. 2° edición.

### Año 1902
Bykov, A. A., Patriarca Nikon. (Nikon de Moscú). 2° edición.
Watson, M. V., Dante. Su vida y su obra literaria. 2° edición.
Davydova, M. A., Wolfgang Mozart. Su vida y su obra musical. 2° edición.
Soloviev, V. S., Mahoma. Su vida y su enseñanza religiosa. 2° edición.
Soloviev, E. A., León Tolstoi. Su vida y su obra literaria. 3° edición.
Filíppov, M. M., Jan Hus. Su vida y su obra reformadora. 2° edición.
Jolodkovsky, N. A., Wolfgang Goethe. Su vida y su obra literaria. 2° edición.

### Año 1903
Ánnenskaia, A. N., Nikolái Vasílievich Gogol. Su vida y su obra literaria. 3° edición.
Weinberg, P. I., Heinrich Heine. Su vida y su obra literaria. 2° edición.

### Año 1904
Aleksándrov, N. N., Lord Byron. Su vida y su obra literaria. 2° edición.
Kariaguin, K. M., Shakyamuni (Buda). Su vida y su obra filosófica. 3° edición.
Protopópov, M. A., Visarión Belinski. Su vida y su obra literaria. 3° edición.

### Año 1905
Insarov, C. G., Klemens von Metternich. Su vida y su actividad política.
Skabichevsky, A. M., Mijaíl Lérmontov. Su vida y su obra literaria. 2° edición.
Soloviev, E. A. (Smirnov V. D.), Aleksandr Herzen. Su vida y su obra literaria. 2° edición.

### Año 1906
Miakotin V. A., Avvacum Petrov. Su vida y obra. 2° edición.

### Año 1907
Melshin, L. (Jakubovich, P. F.), Nikolái Nekrásov. Su vida y su obra literaria: ensayo crítico biográfico.

### Año 1909
Skabichevsky, A. M., Aleksandr Pushkin. Su vida y su obra literaria. 4° edición.

### Año 1910
Ánnenskaia, A. N., Nikolái Vasílievich Gogol. Su vida y su obra literaria. 4° edición.
Soloviev, E. A., Iván Turgenev. Su vida y su obra literaria. 2° edición.

### Año 1912
Livovich-Kostritsa A. I., Mijaíl Lomonósov. Su vida y su obra científica, literaria y pública. 2° edición.
Skabichevsky, A. M., Mijaíl Lérmontov. Su vida y su obra literaria. 3° edición.
Soloviev, E. A., Fiódor Dostoyevski. Su vida y su obra literaria. 3° edición.

### Año 1913
Miakotin V. A., Avvacum Petrov. Su vida y obra. 3° edición.

### Año 1914
Ánnenskaia, A. N., Nikolái Vasílievich Gogol. Su vida y su obra literaria. 5° edición.
Krivenko, S. N., Mijaíl Saltykov-Schedrín. Su vida y su obra literaria. 3° edición.
Skabichevsky, A. M., Aleksandr Pushkin. Su vida y su obra literaria. 5° edición.

### Año 1915
Soloviev, E. A., Iván Turgenev. Su vida y su obra literaria. 3° edición.

### Año 1917
Miakotin V. A., Avvacum Petrov. Su vida y obra. 4° edición.

### Año 1922
Soloviev, E. A., Iván Turgenev. Su vida y su obra literaria. 4° edición.
Soloviev, E. A., Fiódor Dostoyevski. Su vida y su obra literaria. 4° edición.
Melshin, L. (Jakubovich, P. F.), Nikolái Nekrásov. Su vida y su obra literaria: ensayo crítico biográfico. 2° edición.

### Año 1924
Skabichevsky, A. M., Aleksandr Pushkin. 6° edición.